# Ouragan Allison (1995)
Pour les articles homonymes, voir Cyclone tropical Allison.
L'ouragan Allison est la première tempête nommée et le premier ouragan de la saison cyclonique 1995 dans l'océan Atlantique nord qui a provoqué de fortes pluies et causé des dégâts mineurs, principalement à Cuba, en Floride et en Géorgie. C'était à l'époque la troisième tempête la plus prématurée à toucher la côte des États-Unis. L'ouragan a marqué le début de ce qui allait devenir une des saisons des ouragans les plus actives des annales.
Une dépression tropicale s'est développée le 2 juin, moins de 48 heures après le début officiel de la saison des ouragans. Elle s'est transformée en tempête tropicale tôt le 3 juin et en ouragan le lendemain dans le golfe du Mexique. Le système a touché terre dans la région du Big Bend de Floride le 5 juin avant de se diriger vers le nord en tant que système extratropical. Un décès a été signalé à Cuba.

## Évolution météorologique
Les origines du système peuvent être attribuées à une onde tropicale qui a traversé l'est de la mer des Caraïbes au cours de la dernière semaine de mai. Elle s'est progressivement organisée en entrant sur la partie occidentales le 1er juin et une circulation fermée est apparue en surface le 2 juin qui a été officiellement déclarée une dépression tropicale à l'est du Honduras en soirée.
La dépression se trouvant dans un environnement de cisaillement des vents inhabituellement faible pour le début juin alors qu'elle commençait à se diriger vers le nord, elle est rapidement passée à tempête tropicale et nommée Allison le matin du 3 juin en direction du Yucatán. Malgré le fait que le cisaillement du vent d' ouest a commencé à augmenter, l'eau chaude lui a permis de se renforcer progressivement. Tard ce soir-là, alors qu'il se trouvait entre la péninsule du Yucatán et Cuba, Allison a développé une couverture nuageuse centrale dense circulaire ce qui fait qu'en émergeant dans le golfe du Mexique le matin du 4, les eaux chaudes ont permis à Allison de devenir un ouragan de catégorie 1, dans l'échelle de Saffir-Simpson, se dirigeant plein nord.
Le système n'avait cependant aucun œil visible et s'est maintenu à la même intensité toute la journée du 4 juin avant de commencer à se tourner vers le nord-est. Tard en soirée, il a commencé à faiblir, revenant à l'intensité de la tempête tropicale à l'approche de la région du Big Bend de Floride. C'est ainsi que la tempête à touché la côte le 5 juin vers 14 h UTC) près d'Alligator Point, comté de Franklin avec des vents soutenus de 110 km/h. Passant ensuite sur la baie Apalachee et elle a touché terre à nouveau près de St. Marks, en Floride, environ une heure plus tard.
Allison s'est rapidement affaiblie ensuite en traversant le nord de la Floride. Elle est devenue une dépression tropicale le soir du 5 juin sur le sud de la Géorgie. Tôt le 6 juin, le système a commencé à se transformer en une tempête extratropicale en interagissant avec un front chaud tout en traversant les Carolines. La dépression restante a émergé dans l'océan Atlantique au large du cap Hatteras ce soir-là et a ensuite longé la côte Atlantique, touchant l'Est de la Nouvelle-Écosse le 8 juin et Terre-Neuve le lendemain. Par la suite, les restes d’Allison se sont dirigées vers le nord, passant dans la mer du Labrador et se dissipant au large du Groenland le 11 juin.

## Conséquences

### Cuba
Des vents de force tempête tropicale ont été signalés dans toute la partie ouest de Cuba avec une rafale maximale de 102 km/h) à La Havane. De fortes pluies allant jusqu'à 450 mm ont également été signalées dans la région. Trente-deux maisons ont été endommagées ou détruites par des inondations alors qu'une personne a été tuée dans l'ouest de Cuba et trois autres ont été blessées. Les pertes économiques ont cependant été assez mineures.

### États-Unis

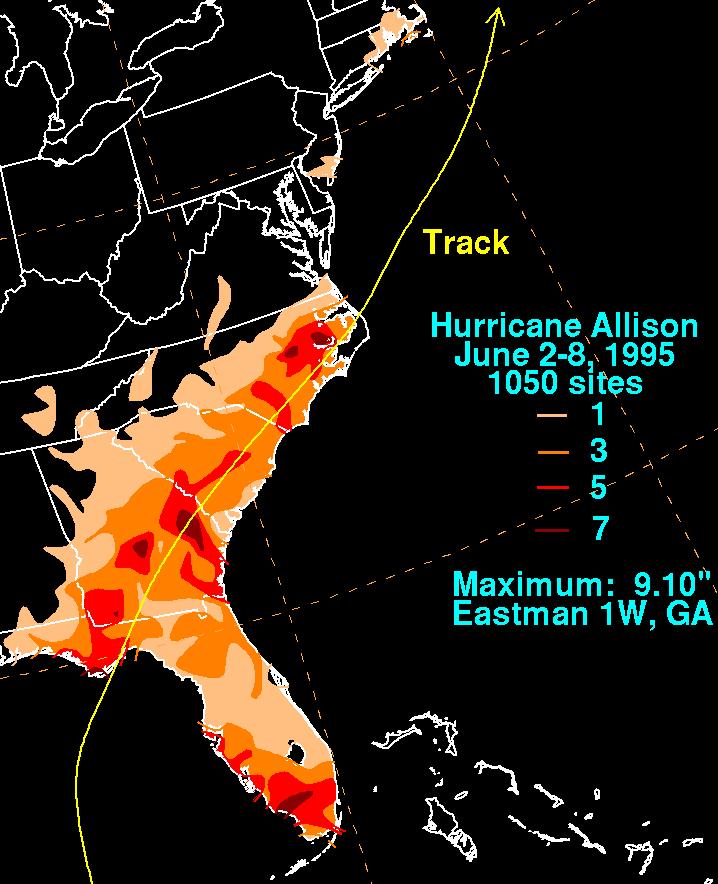
Accumulation de pluie aux États-Unis avec un maximum de 231 mm en Géorgie (1 pouce = 25.4 mm.

En Floride, les vents dangereux d’Allison ont renversé les lignes électriques, laissant 48 000 habitants sans électricité et/ou services téléphoniques. Le long du tronçon de 240 km du Big Bend de Floride, 65 maisons en bord de mer ont été inondées et il y a eu une érosion importante de la plage à la suite de l'onde de tempête. Trois hôtels et un restaurant ont été endommagés. À Apalachicola, trois bateaux de pêche ont été submergés et un pont reliant Apalachicola à l'île Saint Georges a été fermé. L'onde de tempête la plus élevée en Floride était de 1,8 à 2,5 m dans les comtés de Wakulla et Dixie. Une tornade engendrée par Allison a touché Jacksonville Beach, causant des dommages mineurs en abattant des lignes électriques et renversant des véhicules. Des dégâts mineurs aux cultures ont également été signalés alors que les dommages ont été estimés à 860 000 US$ en Floride, principalement en raison de l'onde de tempête, mais aucun décès.
La plupart des dégâts en Géorgie sont dus à des tornades. La plus importante de celles-ci s'est abattue sur la ville de St. Marys où une école élémentaire a été détruite et des dommages importants ont également été signalés à plusieurs bâtiments de la base sous-marine navale de Kings Bay, causant pour 800 000 US$ de dommages. Les autres tornades ont causés des dégâts minimes.

### Canada
La dépression frontale a donné des précipitations importantes et des vents élevées sur une grande partie du Canada atlantique. Les accumulations de pluie les plus élevés se sont produits aux îles de la Madeleine et sur l’ouest de Terre-Neuve avec un maximum de 133 mm. Les vents soutenus ont été 67 km/h à Bonavista, tandis que les rafales ont atteint 89 km/h au même endroit. Peu de dégâts sont survenus au Canada,.